# Podnájemníci
Podnájemníci je název první části volné komediální televizní trilogie režiséra Františka Filipa o trampotách dvou osiřelých sourozenců, Alenky a Zbyňka Kučerových, které si zahráli Ivana Andrlová a Jaromír Hanzlík.

## Obsazení
| Ivana Andrlová    | Alenka Kučerová             |
| Daniela Kolářová  | Kateřina Břízová            |
| Jaromír Hanzlík   | Zbyněk Kučera               |
| Stella Zázvorková | sousedka Nováková           |
| Josef Beyvl       | důchodce Karel Valenta      |
| Lydie Havláková   | Jitka, Katčina spolubydlící |
| Petr Oliva        | Vitásek, Zbyňkův kolega     |
| Slávka Hamouzová  | vrátná                      |

## Tvůrci a štáb
- Režie: František Filip
- Dramaturgie: Ondřej Vogeltanz
- Scénář: Vojtěch Měšťan, Rudolf Ráž
- Hlavní kameraman: Rudolf Stahl
- Hudba: Jiří Bažant, Jiří Malálsek
- Nahrál: Filmový symfonický orchestr (řídil František Belfín)
- Zvuk: Dobroslav Šrámek
- Střih: Karel Kohout
- Produkce: Miloš Stejskal
- Architekt: Jan Zázvorka
- Návrhy kostýmů: Lída Novotná
- Kostýmy: Božena Světlá
- Výprava: Jiří Rulík
- II. kameraman: Stanislav Kautský, Ladislav Chroust
- Umělecký maskér: Stanislav Petřek
- II. režisér: Bohumil Kouba
- Skript: Libuše Vaněčková

## Technické údaje
- Premiéra: 26. prosinec 1976 (I. program Československé televize)
- Výroba: Československá televize Praha, Hlavní redakce dramatického vysílání, © 1976, ve Filmovém studiu Barrandov a ve Filmových laboratořích Praha
- Barva: barevný
- Jazyk: čeština
- Délka: cca 74 minut

## Ocenění
- Cena za nejlepší televizní komedii na XIV. mezinárodním televizním festivalu Zlatá Praha 1977